# Fuerte Olimpo
Fuerte Olimpo is een gemeente (in Paraguay un distrito genoemd) van 4400 inwoners over een oppervlakte van 24.000 km². Het is de hoofdplaats van het departement Alto Paraguay, tegen de grens met Brazilië.
Het is de zetel van het rooms-katholiek Apostolisch vicariaat Chaco Paraguayo.